# Roches Noires (téléfilm)
Pour les articles homonymes, voir Roches Noires.
Pour plus de détails, voir Fiche technique et Distribution.
Roches Noires est un téléfilm policier français réalisé par Laurent Dussaux sur un scénario de Véronique Lecharpy et Nicolas Tackian diffusé, pour la première fois, en Belgique, le 30 mars 2018 sur La Une, en Suisse, le 6 avril 2018 sur RTS Un et, en France, le 7 avril 2018 sur France 3.

## Synopsis
À Roches Noires, alors qu'elle fait son jogging, Lisa découvre le corps congelé d'un enfant, Julien, disparu depuis 20 ans. À cette époque, le jeune garçon était monté dans une camionnette, laissant seul son copain Martin, qui n'avait osé monter dans le véhicule. Le conducteur de la camionnette a été accusé, puis condamné pour le meurtre de Julien mais il n'a jamais avoué et le corps n'avait jamais été retrouvé. Le policier Simon Beauregard, qui est le demi-frère de l'homme condamné pour le crime il y a vingt ans, est envoyé dans le village perdu dans la montagne. Il veut élucider l'affaire. Comment le corps a-t-il refait surface ? La thèse officielle du crime sexuel tient-elle vraiment la route ? Il enquête avec l'aide de Lisa, qui est justement la fille de l'enquêteur de l'époque.

## Fiche technique
Sauf indication contraire ou complémentaire, les informations mentionnées dans cette section proviennent du générique de fin de l'œuvre audiovisuelle présentée ici.
- Réalisation : Laurent Dussaux
- Scénario et dialogues : Véronique Lecharpy et Nicolas Tackian
- Sociétés de production : Fontaram Productions, AT-Production, RTBF, avec la participation de France Télévisions, TV5Monde et la RTS
- Producteurs : François Aramburu et Pascal Fontanile
- Musique originale : François Staal
- Règleur cascades : Albert Goldberg
- Directrice de production : Patricia Zimmermann
- Directeur de la photographie : Stephan Massis
- 1er assistant réalisateur : Nicolas Adelet
- Chef costumière : Morgane Lambert
- Chef maquilleuse : Ève Cauchie
- Chef décoratrice : Isabelle Quillard
- Diffusion :
  -  Belgique : 30 mars 2018 sur La Une
  -  Suisse : 6 avril 2018 sur RTS Un
  -  France : 7 avril 2018 sur France 3

## Distribution
Sauf indication contraire ou complémentaire, les informations mentionnées dans cette section proviennent du générique de fin de l'œuvre audiovisuelle présentée ici.
- Grégori Derangère : Simon Beauregard
- Flore Bonaventura : Lisa Campion
- Jérôme Anger : Fabio Campion
- Charlie Dupont : Antoine Gaube
- Carole Richert : Capucine Darcourt
- Nicolas Grandhomme : Étienne Delaroche
- Pascal Vannson : Marco
- Jonathan Genet : Martin
- Guillaume Arnault : Rémy Campion
- Maxime Jullia : l'ouvrier
- Oscar Pauleau : Julien
- Pierre Gommé : Martin (à 8 ans)
- Margaux Brunelle : Lisa Campion (jeune)

## Tournage
Le téléfilm a été tourné à Pralognan-la-Vanoise, en Savoie, du 20 novembre au 18 décembre 2017.

## Accueil

### Critiques
En 2018, le journaliste du magazine Moustique énumère les règles d'un téléfilm policier français réussi : « une région française qui rappelle des souvenirs de vacances [...] mais abrite aussi des coins sauvages aussi beaux qu'inquiétants », « l'héroïne [:] une jeune femme qui a vécu des choses douloureuses, et retourne par la force des choses sur les lieux de son enfance », « un mort », « le héros, forcément enquêteur », « le casting, très réussi ».  Il conclut par : « C'est ce qu'on appelle un sans-faute. En tout cas sur papier... » Lors de la rediffusion du téléfilm, deux ans plus tard, sur La Une, le même magazine parle d'une « trame assez classique » mais, ajoute la journaliste, il « se démarque par de nombreux rebondissements inattendus et son excellent casting ».